# 山梨の朝
『山梨の朝』（やまなしのあさ）は、1992年3月30日から2002年3月29日まで毎週月曜日 - 金曜日に放送されていた山梨放送（YBSテレビ）の生放送情報番組。

## 概要
1992年に日本テレビ制作の『ジパングあさ6』開始と同時にスタート。
開始当初の番組タイトルは『Super Morning 山梨の朝』であった。
開始当初は『ジパング』を5:59-6:37（後に6:35まで）に放送した後に番組がスタートしていたが、1998年4月より放送時間を拡大し6:00開始になると同時に番組名を『山梨の朝』に改題し、『ジパング』前半の一部コーナー（NNNニュースジパングなど）を内包する形で放送された。
2001年10月より日本テレビ制作の『ズームイン!!SUPER』開始に伴い番組名を『山梨の朝+SUPER』に改題し、放送時間が30分前倒しの5:30開始となった。なお、『ジパング』と同様に『ズームイン!!SUPER』第一部のコーナー（NNNニュースSUPERなど）を内包する形で放送された。
2002年3月をもって放送終了し、10年の歴史に幕をおろした。当番組終了後は『ズームイン!!SUPER』のフルネットに移行している。

## 放送時間
- 6:37-7:00→6:35-7:00（Super Morning時代、1992年3月30日-1998年4月3日）
- 6:00-7:00（山梨の朝時代、1998年4月6日-2001年9月28日）
- 5:30-6:30（+SUPER時代、2001年10月1日-2002年3月29日）

## 主な歴代司会者
全員YBSのアナウンサー（依田・櫻井・酒井以外は当時）。『Super Morning』時代は単独で進行し、『山梨の朝』以降は男女二人体制。★は『+SUPER』の司会者。
- 大柴堅志（初代・月-水→月・火司会）
- 小松明美（初代・木金司会）
- 深沢弘樹（98年まで水-金司会）
- 依田智子
- 外川智恵子
- 櫻井和明★
- 前田真宏★
- 酒井康宜★
- 村瀬寛美★
- 鈴木智草
- 穀田慎也
- 稲川絵巳★
- 宮本裕子★